# Maria Elice de Brzezinski Prestes
Maria Elice de Brzezinski Prestes (Curitiba, 30 de março de 1960) é uma bióloga, pesquisadora e professora universitária brasileira, atuando nas áreas de História e Filosofia da Biologia, História da Ciência e Educação em Ciências. Atualmente, é Professora Associada Sênior do Departamento de Genética e Biologia Evolutiva do Instituto de Biociências da Universidade de São Paulo (USP), onde coordena o Laboratório de História da Biologia e Ensino (LaHBE IB-USP), vinculado a grupo de pesquisa do Conselho Nacional de Desenvolvimento Científico e Tecnológico (CNPq) de mesmo nome.

## Biografia
Maria Elice possui graduação em Ciências Biológicas pela Pontifícia Universidade Católica do Paraná (PUC-PR), concluída em 1983, e especialização em História da Ciência e Epistemologia pela Universidade Estadual de Campinas (UNICAMP), em 1992.
Continuou seus estudos na USP, onde obteve o título de mestre em Ciência Ambiental em 1997, com a dissertação A investigação da natureza no Brasil-Colônia. Essa pesquisa abordou aspectos históricos e epistemológicos da ciência no período colonial brasileiro, com ênfase nas práticas de naturalistas como Alexandre Rodrigues Ferreira e Manuel Arruda da Câmara, e foi publicada em livro com apoio da FAPESP em 2000.
Concluiu seu doutorado em 2003 na Faculdade de Educação da USP com a tese A biologia experimental de Lazzaro Spallanzani (1729–1799), abordando o papel da observação e da experimentação no estudo dos seres vivos no século XVIII. Durante o doutorado, realizou estágio sanduíche no laboratório SPHere (Sciences, Philosophie, Histoire), da Universidade Paris Cité, com apoio do CNPq.
Realizou pesquisa pós-doutoral internacional dedicada à vida e obra de naturalistas dos séculos XVII e XVIII, como Francesco Redi, Abraham Trembley, Charles Bonnet e Jean Senebier. Atuou como pesquisadora-visitante, com bolsas da Fundação de Amparo à Pesquisa do Estado de São Paulo (FAPESP), nas universidades de Montreal, no Canadá, em 2005; de Paris 1 Panthéon-Sorbonne, na França, em 2007 e 2008; de Indiana, em Bloomington, nos Estados Unidos, em 2014 e na de Chicago, também nos EUA, em 2017 e 2018 e no Centro Alexandre Koyré de Pesquisa em História da Ciência, na França, em 2010 e 2011.
Em 2015, obteve o título de Livre-Docente na USP com a pesquisa Vida e obra de Lazzaro Spallanzani: a questão da observação e os experimentos com animais e plantas no século XVIII.

### Atuação profissional
Sua trajetória profissional é marcada por uma abordagem interdisciplinar entre as ciências biológicas e as humanidades, com contribuições significativas para o entendimento da Biologia como ciência histórica e culturalmente situada.
Dedicou-se à investigação das práticas de observação e experimentação na história da biologia, especialmente no contexto da história natural dos séculos XVII e XVIII, com destaque à obra de Lazzaro Spallanzani.
Também se voltou à obra de Charles Darwin, relacionando-a às contribuições epistêmico-metodológicas do estudo dos animais de Aristóteles. Essa produção intelectual foi acompanhada pelo interesse em episódios da história da ciência que podem ser utilizados como recursos pedagógicos no ensino de ciências e biologia.
No início de sua carreira, atuou em pesquisas de biologia marinha na Universidade Federal do Paraná (UFPR) e lecionou biologia no ensino médio, principalmente em escolas públicas. Sua atuação em História da Ciência iniciou-se na Pontifícia Universidade Católica de São Paulo (PUC-SP). Consolidou sua carreira na Universidade de São Paulo, ministrando disciplinas voltadas à formação de professores de biologia.
É orientadora plena no Programa Interunidades de Pós-Graduação em Ensino de Ciências (PIEC) da USP, na linha de pesquisa História, Filosofia e Cultura no Ensino de Ciências.

### Publicações
Maria Elice publicou dezenas de artigos e capítulos de livros, sendo autora e organizadora de diversas obras acadêmicas. Entre seus livros destacam-se:
- Uma investigação da natureza no Brasil colônia[24]
- A teoria celular: de Hooke a Schwann[25]
- Teaching Science with Context: Historical, Philosophical, and Sociological Approaches, coorganizado com Cibelle Celestino Silva[26]
- Understanding Evolution in Darwin's Origin: The Emerging Context of Evolutionary Thinking[18]
- Três décadas de história da ciência: percursos e diálogos plurais, com Cibelle Celestino Silva e Thaís Cyrino M. Forato[15]
- Florestas brasileiras (2003; reedição em 2008), com Claudia Vieitas e Paul Dale[27]

Além disso, é coeditora das duas publicações da Associação Brasileira de Filosofia e História da Biologia (ABFHiB): o periódico Filosofia e História da Biologia e o Boletim de História e Filosofia da Biologia.

### Atividades em associações científicas
É membro fundadora da ABFHiB, criada em 2006. Foi presidente da associação (2009–2015) e tesoureira (2015–2019), além de membro atual do Conselho. Coordenou a organização de diversos encontros da ABFHiB com apoio da FAPESP, entre eles: os Encontros de História e Filosofia da Biologia de 2009, 2010 e 2015.
Também integra o conselho da International Society for the History, Philosophy and Social Studies of Biology (ISHPSSB), tendo presidido o Comitê Organizador da primeira edição do encontro da sociedade na América Latina: ISHPSSB Meeting 2017.

### Contribuições para o Ensino de Ciências
Dedica-se à melhoria do ensino de ciências por meio de abordagens históricas e filosóficas, defendendo o uso de episódios da história da ciência no ensino, promovendo concepções informadas sobre a natureza da ciência, alinhadas a paradigmas contemporâneos como a natureza da ciência e o ensino por investigação.

### Vida pessoal
Maria Elice conciliou sua carreira com a maternidade, experiência que contribuiu para seu olhar atento às questões de gênero na ciência, tema presente em suas reflexões e falas públicas.